# کردی جافی
کردی جافی گویشی از زبان کردی است که به‌عنوان یکی از گویش‌های کردی میانی دسته‌بندی شده و در میان بخش‌هایی از مردم جاف تکلم می‌شود.

## حوزهٔ رواج
کردی جافی زبان اصلی مردم جاف است و در بخش بزرگی از استان‌های کرمانشاه و کردستان در ایران و استان‌های سلیمانیه و دیاله در عراق تکلم می‌شود. کردی جافی در استان کرمانشاه در شهرستان‌های جوانرود، ثلاث باباجانی، روانسر، پاوه، سنقر و کلیایی، سرپل ذهاب، دالاهو، قصر شیرین و کرمانشاه تکلم می‌شود. در استان کردستان نیز کردی جافی در شهرستان‌کامیاران تکلم می‌شود. name="ذوالفقاری ۱">ذوالفقاری، اردشیر، تاریخ زبان‌های ایرانی و جغرافیای گویش‌ها و لهجه‌های کرمانشاه، کرمانشاه: موسسه فرهنگی هنری و سینمایی کوثر، ۱۳۹۴.</ref>
گویش کردی جافی قرابت بسیار زیادی با گویش کردی اردلانی دارد که علاوه بر منطقهٔ اردلان، در بخش‌هایی از شهرستان روانسر نیز رایج است. علاوه بر این کردی جافی با برخی از گویش‌های کردی جنوبی همچون گروسی، کرندی،کلهری  و لکی نیز شباهت‌هایی دارد و در بسیاری از ویژگی‌ها مشابه است. همچنین این گویش شباهت بسیار بالایی را با کردی سقزی نشان می‌دهد.

## ویژگی‌های دستوری
کردی جافی پیشوند /ئه/ را در مورد افعال استمراری در خود حفظ کرده و از این نظر به گویش‌های کردی اردلانی، بابانی، کلیایی، کرندی و کلهری شباهت دارد. اما بر خلاف کلهری و گروسی، ویژگی ارگاتیو را داراست و از این حیث به اردلانی و دیگر گویش‌های کردی میانی و نیز گویش کرندی در کردی جنوبی و همچنین گویش‌های مختلف کردی همانند کردی لکی شباهت دارد. در رابطه با ویژگی‌های آوایی و ابدال‌ها نیز این گویش، بیشترین شباهت را با گورانی(هورامی)، گویش‌های کردی جنوبی و نیز کردی اردلانی دارد. همچنین در رابطه با واحدهای زبرزنجیری کردی جافی شباهت بسیار بالایی با گورانی(هورامی)، کردی اردلانی و نیز کردی کلهری و گویش خاص منطقهٔ دالاهو دارد.